# Syncarpha virgata
Syncarpha virgata là một loài thực vật có hoa trong họ Cúc. Loài này được B.Nord. miêu tả khoa học đầu tiên năm 1989.